# 2022年比利時狂歡節車禍
2022年3月20日上午，比利时拉卢维耶尔斯特雷皮的人們在庆祝狂歡節時，一輛汽車朝人群衝撞，造成六人死亡，约四十人受伤。
警方否认了肇事车辆当时正被警方追捕，並且警方也排除了恐怖主义动机，不過警方仍在调查司機是否是故意衝撞。
比利時首相亞歷山大·德克羅表示，他对这一事件感到震惊，并表示这是“可怕的消息”。他還會與比利時国王菲利普前往事发地点慰问受害者家属。